# Richard Peña
Pour les articles homonymes, voir Peña et Peña (homonymie).
Richard Peña, né en 1953 à New York (États-Unis), est un professeur américain de pratique professionnelle à la Columbia University School of The Arts,. Il était auparavant directeur de programme de la Film Society of Lincoln Center, organisateur du New York Film Festival et du New Directors/New Films Festival.

## Biographie
Peña est le fils de parents espagnols et portoricains. Il a grandi à New York.
Il a obtenu son baccalauréat à l'Université Harvard et a obtenu une maîtrise en cinéma du Massachusetts Institute of Technology.
Peña a enseigné à l'Université de Californie à Berkeley avant de rejoindre le Film Center de l'Art Institute of Chicago en tant que commissaire de films,. En 1988, il rejoint la Film Society of Lincoln Center en tant que directeur de la programmation. À la Film Society, Richard Peña organise des rétrospectives de Michelangelo Antonioni, Sacha Guitry, du réalisateur iranien Abbas Kiarostami, Robert Aldrich, Wojciech Has, Youssef Chahine, Yasujirō Ozu et Amitabh Bachchan, ainsi que de grandes séries cinématographiques consacrées à l'Afrique, au cinéma taiwanais, polonais, hongrois, arabe, cubain et argentin.
À la suite des attentats du 11 septembre 2001 contre le World Trade Center, Peña a été impliqué dans la controverse sur Abbas Kiarostami, qui s'est vu refuser un visa d'immigration américain pour assister au festival en raison de ses racines iraniennes. Peña avait personnellement invité Kiarostami au festival mais sa demande de visa a été rejetée. Au cours de l'événement, Peña a déclaré : « C'est un signe terrible de ce qui se passe dans mon pays aujourd'hui que personne ne semble se rendre compte ou se soucier du genre de signal négatif que cela envoie à l'ensemble du monde musulman ».
De 2001 à 2002, Peña a été l'hôte de Conversations in World Cinema de Sundance Channel, sur lequel il a interviewé Harmony Korine parmi d'autres cinéastes de premier plan. Depuis 1996, il organise avec Unifrance Film le programme annuel « Rendez-vous avec le cinéma français d'aujourd'hui ». Il est également responsable de la création du Festival annuel du film juif de New York.
Peña est professeur de pratique professionnelle au département du cinéma de l'Université Columbia, où il se spécialise dans la théorie du cinéma et le cinéma international et a fondé le programme de maîtrise en études cinématographiques de l'Université Columbia : histoire, théorie et critique (HTC). Il a démissionné de ses postes de directeur du programme de la Film Society of Lincoln Center (après 25 ans) et de chef du comité de sélection du NYFF, et organisera une nouvelle initiative éducative pour la société cinématographique.

## Honneurs
Il a été honoré au Festival du film de Jérusalem 2013 et a eu une discussion avec Mohsen Makhmalbaf après la projection de The Gardener sur le pouvoir du cinéma.

## Vie privée
Il réside dans sa ville natale, New York, avec sa femme et ses trois enfants.